# Tomáš Rigo
Tomáš Rigo (Poprad, 3 luglio 2002) è un calciatore slovacco, centrocampista del Baník Ostrava e della nazionale slovacca.

## Carriera

### Club
Rigo è cresciuto nel settore giovanile dello Slavia Praga ed ha debuttato in prima squadra il 10 dicembre 2020 nell'incontro di UEFA Europa League perso 4-0 contro il Bayer Leverkusen. Il 28 gennaio seguente ha firmato il suo primo contratto professionistico con il club biancorosso. Dal 2021 al 2023 ha giocato in prestito al Graffin Vlašim in seconda divisione.
Il 28 giugno 2023 ha firmato a titolo definitivo con il Baník Ostrava.

### Nazionale
Ha giocato nelle nazionali giovanili slovacche Under-18, Under-19 ed Under-21.
Il 27 maggio 2024 è stato inserito nella lista dei pre-convocati della nazionale slovacca per Euro 2024. Ha debuttato il 5 giugno 2024 nell'incontro amichevole vinto 4-0 contro San Marino dove ha anche trovato la sua prima rete. Due giorni dopo è stato confermato nella squadra finale.

## Statistiche

### Presenze e reti nei club
Statistiche aggiornate al 8 giugno 2024.
| Stagione        | Squadra         | Campionato      | Campionato | Campionato | Coppe nazionali | Coppe nazionali | Coppe nazionali | Coppe continentali | Coppe continentali | Coppe continentali | Altre coppe | Altre coppe | Altre coppe | Totale | Totale | Totale |
| Stagione        | Squadra         | Comp            | Pres       | Reti       | Comp            | Pres            | Reti            | Comp               | Pres               | Reti               | Comp        | Pres        | Reti        | Pres   | Reti   |        |
| --------------- | --------------- | --------------- | ---------- | ---------- | --------------- | --------------- | --------------- | ------------------ | ------------------ | ------------------ | ----------- | ----------- | ----------- | ------ | ------ | ------ |
| 2020-2021       | Slavia Praga B  | CFL             | 5          | 0          |                 | -               | -               |                    | -                  | -                  |             | -           | -           | 5      | 0      |        |
| 2020-2021       | Slavia Praga    | 1L              | 1          | 0          | CRC             | 1               | 0               | UEL                | 1                  | 0                  |             | -           | -           | 3      | 0      |        |
| 2021-2022       | Graffin Vlašim  | FNL             | 28+2       | 7+0        | CRC             | 1               | 1               |                    | -                  | -                  |             | -           | -           | 31     | 8      |        |
| 2022-2023       | Graffin Vlašim  | FNL             | 29         | 3          | CRC             | 1               | 0               |                    | -                  | -                  |             | -           | -           | 30     | 3      |        |
| 2023-2024       | Baník Ostrava   | 1L              | 31         | 3          | CRC             | 1               | 0               |                    | -                  | -                  |             | -           | -           | 32     | 3      |        |
| Totale carriera | Totale carriera | Totale carriera | 96         | 13         |                 | 4               | 1               |                    | 1                  | 0                  |             | -           | -           | 101    | 14     |        |

### Cronologia presenze e reti in nazionale
| Cronologia completa delle presenze e delle reti in nazionale ― Slovacchia | Cronologia completa delle presenze e delle reti in nazionale ― Slovacchia | Cronologia completa delle presenze e delle reti in nazionale ― Slovacchia | Cronologia completa delle presenze e delle reti in nazionale ― Slovacchia | Cronologia completa delle presenze e delle reti in nazionale ― Slovacchia | Cronologia completa delle presenze e delle reti in nazionale ― Slovacchia | Cronologia completa delle presenze e delle reti in nazionale ― Slovacchia | Cronologia completa delle presenze e delle reti in nazionale ― Slovacchia |
| Data                                                                      | Città                                                                     | In casa                                                                   | Risultato                                                                 | Ospiti                                                                    | Competizione                                                              | Reti                                                                      | Note                                                                      |
| ------------------------------------------------------------------------- | ------------------------------------------------------------------------- | ------------------------------------------------------------------------- | ------------------------------------------------------------------------- | ------------------------------------------------------------------------- | ------------------------------------------------------------------------- | ------------------------------------------------------------------------- | ------------------------------------------------------------------------- |
| 5-6-2024                                                                  | Wiener Neustadt                                                           | Slovacchia                                                                | 4 – 0                                                                     | San Marino                                                                | Amichevole                                                                | 1                                                                         | 68’                                                                       |
| 5-9-2024                                                                  | Tallinn                                                                   | Estonia                                                                   | 0 – 1                                                                     | Slovacchia                                                                | UEFA Nations League 2024-2025 - 1º turno                                  | -                                                                         | 83’                                                                       |
| 14-10-2024                                                                | Baku                                                                      | Azerbaigian                                                               | 1 – 3                                                                     | Slovacchia                                                                | UEFA Nations League 2024-2025 - 1º turno                                  | -                                                                         | 90’                                                                       |
| 16-11-2024                                                                | Solna                                                                     | Svezia                                                                    | 2 – 1                                                                     | Slovacchia                                                                | UEFA Nations League 2024-2025 - 1º turno                                  | -                                                                         | 67’                                                                       |
| 19-11-2024                                                                | Bratislava                                                                | Slovacchia                                                                | 1 – 0                                                                     | Estonia                                                                   | UEFA Nations League 2024-2025 - 1º turno                                  | -                                                                         | 88’                                                                       |
| Totale                                                                    |                                                                           | Presenze                                                                  | 5                                                                         |                                                                           | Reti                                                                      | 1                                                                         |                                                                           |